# Президентские выборы в Кении (2017, октябрь)
Президентские выборы в Кении прошли 26 октября 2017 года после решения Верховного суда Кении об аннулировании августовских президентских выборов. 
В начале октября 2017 года Раила Одинга заявил о выходе из выборов. В результате Кениата легко получил большинство и остался президентом.

## Предвыборная обстановка
Всеобщие выборы в Кении прошли 8 августа 2017 года. На них президент Ухуру Кениата получил 54,17% голосов, а оппозиционный кандидат Раила Одинга — 44,94%. Оппозиция заявила о том, что она победила, а правительство сфальсифицировало президентские выборы. Оппозиция подала апелляцию в Верховный суд Кении, заявляя о технических нормах, требуемых Конституцией и законом, которые были нарушены в ходе выборов. Верховный суд большинством голосов (4—2) постановил, что президентские выборы 8 августа „не были проведены в соответствии с Конституцией“. Результаты были аннулированы и перевыборы должны были пройти в течение 60 дней. В телевизионном обращении Кениата заявил, что он не согласен с решением суда и что председатель суда Марага „думает, что он может отменить волеизъявление народа“. Наоборот, Одинга приветствовал решение суда, заявив: «Это действительно исторический день для народа Кении и для народов Африки».

## Избирательная система
Президент Кении избирается по модифицированной системе в два тура голосования. Для победы в первом туре кандидат должен набрать более 50% голосов по стране и не менее 25% голосов в по крайней мере 24 из 47 избирательных округов Кении.

## Результаты
Избирательная комиссия объявила Кениатту победителем выборов 30 октября. Явка составила 38,84%.
| Кандидат                              | Партия                                | Голоса    | %      |
| ------------------------------------- | ------------------------------------- | --------- | ------ |
| Ухуру Кениата                         | Юбилейный альянс                      | 7 483 895 | 98,26  |
| Раила Одинга                          | Национальный суперальянс              | 73 228    | 0,96   |
| Икуру Окот                            | Кенийский альянс третьего пути        | 21 333    | 0,28   |
| Абдуба Дида                           | Альянс за реальные перемены           | 14 107    | 0,19   |
| Япет Калуйу                           | Независимый                           | 8261      | 0,11   |
| Майкл Уаинаина                        | Независимый                           | 6007      | 0,08   |
| Джозеф Ньягах                         | Независимый                           | 5554      | 0,07   |
| Сайрус Джиронго                       | Объединённая демократическая партия   | 3832      | 0,05   |
| Недействительных/пустых бюллетеней    | Недействительных/пустых бюллетеней    | 37 713    | 37 713 |
| Всего                                 | Всего                                 | 7 616 217 | 100    |
| Зарегистрированных избирателей / Явка | Зарегистрированных избирателей / Явка |           | 38,84  |
| Источник: IEBC                        |                                       |           |        |